# Лихтенштейн на летних Олимпийских играх 1972
Лихтенштейн принимал участие в Летних Олимпийских играх 1972 года в Мюнхене (ФРГ) в седьмой раз в своей истории, но не завоевал ни одной медали. Страну представляли шесть спортсменов, участвовавших в соревнованиях по велоспорту, спортивной гимнастике, дзюдо и стрельбе.

## Велоспорт
Спортсменов − 1

### Шоссейный велоспорт
| Спортсмен  | Гонка           | Время          | Место |
| ---------- | --------------- | -------------- | ----- |
| Пауль Кинд | Групповая гонка | Не финишировал | -     |

## Спортивная гимнастика
Спортсменов — 1
Мужчины
| Спортсмен    | Вид               | Опорный прыжок | Опорный прыжок | Вольные упражнения | Вольные упражнения | Конь      | Конь  | Кольца    | Кольца | Брусья    | Брусья | Перек- ладина | Перек- ладина | Многоборье | Многоборье |
| Спортсмен    | Вид               | Результат      | Место          | Результат          | Место              | Результат | Место | Результат | Место  | Результат | Место  | Результат     | Место         | Результат  | Место      |
| ------------ | ----------------- | -------------- | -------------- | ------------------ | ------------------ | --------- | ----- | --------- | ------ | --------- | ------ | ------------- | ------------- | ---------- | ---------- |
| Бруно Банцер | Личное первенство | 17,55          | 88             | 15,70              | 107                | 17,35     | 60    | 16,00     | 104    | 17,20     | 88     | 17,55         | 67            | 101,35     | 88         |

## Стрельба
Спортсменов − 2
| Спортсмен      | Вид                               | Результат | Место |
| -------------- | --------------------------------- | --------- | ----- |
| Рено Зеле      | Малокалиберная винтовка лёжа, 50м | 583       | 81    |
| Луис Фроммельт | Малокалиберная винтовка лёжа, 50м | 580       | 87    |